# Дологуэле, Анисе-Жорж
Анисе-Жорж Дологуэле (фр. Anicet-Georges Dologuélé; род. 17 апреля 1957, Бозум, Уам-Пенде, Французская Экваториальная Африка) — политический и государственный деятель Центральноафриканской Республики, экономист, банкир. Премьер-министр Центральноафриканской Республики (4 января 1999 — 1 апреля 2001).

## Биография
Министр финансов и бюджета в правительстве премьера Мишеля Гбезера-Бриа. С 1999 по 2001 год занимал пост премьер-министра ЦАР.
Внепартийный, не был членом правящей партии «Движение за освобождение народа Центральной Африки» (MLPC) и поэтому столкнулся с враждебностью со стороны партийцев.
С 2001 по 2010 год работал президентом Банка развития государств Центральной Африки (BDEAC).
В октябре 2013 года основал политическую партию «Союз за центральноафриканское обновление» (URCA). Баллотировался в качестве кандидата на Всеобщих президентских выборах в Центральноафриканской Республике. Набрав 21,01 % проиграл Фостену-Арканжу Туадере (53,92 %).